# Tyskland i Eurovision Song Contest 2013
Tyskland deltog i Eurovision Song Contest 2013 i Malmö i Sverige. De representerades av Cascada med låten "Glorious".

## Uttagning

### Inför
I september 2012 meddelades det att ARD skulle avslöja planerna för att välja sitt bidrag inom en nära framtid. Den 8 oktober bekräftade NDR sitt deltagande i tävlingen år 2013. Efter tre års samarbete med den privata TV-kanalen ProSieben tog NDR själva hand om landets Eurovision projekt den här gången. Uttagningen producerades av Brainpool TV som även producerade de tre senaste uttagningarna, samt Eurovision Song Contest 2011 som hölls i Düsseldorf. Man kom att använda sig av ett nytt format till skillnad från de talangtävlingsliknande uttagningar man haft de senaste åren.
Den 10 oktober meddelade NDR att uttagningen skulle bestå av endast en nationell final som skulle hållas i februari 2013. I en tidningsartikel i Westdeutsche Allgemeine Zeitung den 13 november stod det att detaljer kring uttagning skulle avslöjas snart.

### Unser Song für Malmö
I slutet av november rapporterades det att uttagningen med samma typ av namn som tidigare år, Unser Song für Malmö, skulle bestå av en final den 14 februari 2013 i TUI Arena i Hannover. Biljettförsäljning till finalen startade den 23 november. Det planerades att mellan 8 och 12 bidrag skulle delta i finalen, vilket den 17 december fastställdes som 12. Samma dag avslöjade man 11 av de 12 artisterna samt titlarna på deras låtar. Bland dem fanns den internationellt kända musikgruppen Cascada. Den 21 december avslöjades Mia Diekow som den tolfte och sista artisten. I början av januari hade majoriteten av låtarna redan släppts för att lyssna på.
Den 15 januari 2013 meddelade NDR att Anke Engelke skulle vara värd för finalen. Engelke hade tidigare erfarenhet då hon varit en av tre värdar för Eurovision Song Contest 2011 som hölls i Tyskland. Hon läste även upp de tyska rösterna i Eurovision Song Contest 2012. Under flera månader innan avslöjandet hade tyska ESC fans begärt Engelke som programledare.
Mellan den 28 januari och 13 februari intervjuades alla tolv finalister och framförde även sin låt live under morgonprogrammet Morgenmagazin på Das Erste. Värden för Unser Song für Malmö, Anke Engelke, intervjuades i samma program på finaldagen den 14 februari och dagen därpå, den 15 februari, återvände den artist som vunnit kvällen innan till programmet.
Den 4 februari publicerades de videor där artisterna presenterade sig själva som skulle visas innan varje bidrag framfördes i finalen.

#### Kontrovers
I början av januari 2013 hävdades det att minst fyra av låtarna bröt mot EBU-reglarna som säger att deltagande bidrag i ESC 2013 inte får ha publicerats innan den 1 september 2012. NDR har dock meddelat att detta inte stämmer och att alla bidrag i uttagningen följer reglerna vilket gör att de kan bli landets ESC-bidrag om de vinner. De låtar som det fanns frågetecken kring var de som framfördes av Die Priester, Blitzkids mvt., Mobilée och Finn Martin.

#### Omröstningen
Omröstningen bestod av tre delar. Först spelades alla låtar på nio radiostationer som ägs av ARD under veckan före finalen och lyssnare kunde rösta på internet. Internetomröstningen påbörjades den 7 februari och vem som helst, inte bara tyskar, kunde gå in och rösta fram till den 14 februari. Sedan lades telefonröster och SMS-röster från finalen till, samt rösterna från de fem jurymedlemmarna.
Den 30 januari avslöjades de fem medlemmarna i uttagningens jury. De var Tim Bendzko, Roman Lob, Anna Loos, Mary Roos och Peter Urban.

#### Gästartister
Den nationella finalen kom att gästas av både den svenska sångerskan Loreen och den tyska sångerskan Lena Meyer-Landrut. De vann Eurovision Song Contest 2012 respektive 2010.

#### Finalen
| Nr | Artist                           | Sång                     | Låtskrivare                                                                                          | Plats |
| -- | -------------------------------- | ------------------------ | --- | ----- |
| 1  | Finn Martin                      | "Change"                 | Finn Martin, Belle Humble, Marky Bates                                                               | 9     |
| 2  | Mobilée                          | "Little Sister"          | Alexander Schroer                                                                                    | 11    |
| 3  | Blitzkids mvt.                   | "Heart On The Line"      | M. Pittner, S. Malicha-Marx, S. Walker, T. Peters                                                    | 6     |
| 4  | Betty Dittrich                   | "Lalala"                 | Betty Dittrich, Andreas John                                                                         | 8     |
| 5  | Ben Ivory                        | "The Righteous Ones"     | Alexander Kronlund, Ali Payami, Ben Ivory                                                            | 7     |
| 6  | Saint Lu                         | "Craving"                | Saint Lu, Stefan Skarbek                                                                             | 4     |
| 7  | LaBrassBanda                     | "Nackert"                | Stefan Dettl, Manuel Winbeck, Manuel da Coll, Oliver Wrage, Andreas Hofmeir, Willy Löster, Olaf Opal | 2     |
| 8  | Nica & Joe                       | "Elevated"               | David Jürgens, Alexander Komlew, Daniel Eisenlohr                                                    | 5     |
| 9  | Mia Diekow                       | "Lieblingslied"          | Mia Diekow, Philipp Schwär                                                                           | 12    |
| 10 | Söhne Mannheims                  | "One Love"               | Tino Oac, Klimas, Andreas Bayless, Kosho, Ralf Gustke, Florian Sitzmann                              | 3     |
| 11 | Die Priester feat. Mojca Erdmann | "Meerstern, sei gegrüßt" | Michael Knauer                                                                                       | 10    |
| 12 | Cascada                          | "Glorious"               | Yann Peifer, Manuel Reuter, Andres Ballinas, Tony Cornelissen                                        | 1     |

## Vid Eurovision
Tyskland är direktkvalificerade till finalen som hålls den 18 maj 2013 i Malmö Arena.